# Художник РСФСР
«Худо́жник РСФСР» — российское советское государственное издательство. Основано в 1958 году в Ленинграде. Ликвидировано в 1992 году.

## История
Основано в 1958 году на базе издательства «Ленинградский художник». В 1963 году перешло в подчинение Государственному комитету Совета министров РСФСР по печати и Союзу художников РСФСР.
Специализировалось на выпуске изданий книг, альбомов, репродукций, эстампов, плакатов и каталогов художников РСФСР, иллюстрированных детских книг. Выпускало книжные серии «Из музейных запасников», «Массовая библиотека по искусству», «Памятники городов России», «Художники детям» и другие, журнал «Художник». При издательстве работал коллектив художников-плакатистов и поэтов-сатириков «Боевой карандаш». На различных конкурсах издательством было получено более 200 дипломов и медалей.
В 1992 году было преобразовано в общество с ограниченной ответственностью «Издательство „Художник России“».
| Статистика по объёмам производства. 1979—1990 годы | Статистика по объёмам производства. 1979—1990 годы | Статистика по объёмам производства. 1979—1990 годы | Статистика по объёмам производства. 1979—1990 годы | Статистика по объёмам производства. 1979—1990 годы | Статистика по объёмам производства. 1979—1990 годы | Статистика по объёмам производства. 1979—1990 годы | Статистика по объёмам производства. 1979—1990 годы |
| —                                                  | 1979                                               | 1980                                               | 1982                                               | 1983                                               | 1984                                               | 1985                                               | 1990                                               |
| -------------------------------------------------- | -------------------------------------------------- | -------------------------------------------------- | -------------------------------------------------- | -------------------------------------------------- | -------------------------------------------------- | -------------------------------------------------- | -------------------------------------------------- |
| Книг и брошюр, печатных единиц                     | 53                                                 | 42                                                 | 55                                                 | 57                                                 | 57                                                 | 44                                                 | 39                                                 |
| Тираж, млн экз.                                    | 2,9                                                | 2,7798                                             | 4,1395                                             | 5,2485                                             | 5,1034                                             | 3,6015                                             | 7,108                                              |
| Печатных листов-оттисков, млн                      | н. д.                                              | 12,0178                                            | 12,2813                                            | 17,9464                                            | 17,9809                                            | 13,4103                                            | 24,7757                                            |